# Bennerley Viaduct
Der Bennerley Viaduct (ursprünglich „Ilkeston Viaduct“, inoffiziell auch „Iron Giant“ genannt) ist eine ehemalige, denkmalgeschützte Eisenbahnbrücke der Great Northern Railway zwischen Ilkeston in Derbyshire und Awsworth in Nottinghamshire. 1968 wurde die Bahnlinie stillgelegt. 2016 begann man die Brücke zu renovieren, heute wird sie als Fußgänger- und Fahrradbrücke genutzt. Der Viadukt ist eine der letzten in Großbritannien noch existierenden schmiedeeisernen Trestle-Brücken; der Meldon Viaduct ist eine andere.

## Geschichte
Schwerpunkt des einstigen Streckennetzes der Great Northern Railways war der Osten Englands zwischen London und York. Um das damals lukrative Geschäft mit Kohletransporten auszubauen, wollte die Eisenbahngesellschaft ihr Netz weiter nach Osten in das Gebiet der Midland Railway ausweiten. Der Bau einer Verbindung nach Staffordshire über Derbyshire wurde daher beschlossen. Die Trassenführung in dem hügeligen Gelände erforderte einige Kunstbauten. Bei der Überquerung des Erewash Tals entschied man sich für eine eiserne Trestle-Brücke mit Gitterträgern. Der weiche Untergrund wäre für eine schwere Steinbrücke nicht geeignet gewesen. Der Fluss markiert zugleich die Grenze zwischen den beiden Grafschaften Derbyshire und Nottinghamshire.
Entworfen wurde die Brücke von den Ingenieuren Samuel Abbott und Richard Johnson. Die Arbeiten begannen im Mai 1876 und dauerten achtzehn Monate. Die Eisenbahnlinie wurde im Januar 1877 eröffnet. Die Brücke besteht aus Schmiedeeisen, Gusseisen kam nach dem Eisenbahnunfall auf der Dee-Brücke nicht infrage. Stahl war für diese Zwecke noch nicht üblich. 
Im Ersten Weltkrieg wurde die Brücke von deutschen Luftschiffen angegriffen. Die Schäden waren jedoch gering. 1948 wurden die britischen Eisenbahngesellschaften zu British Railways verschmolzen und verstaatlicht. Als Folge ergaben sich Dopplungen bei einzelnen Eisenbahnstrecken. Dies war auch bei der Linie über die Bennerley Brücke der Fall, sie wurde deshalb 1968 stillgelegt. Die Brücke verfiel anschließend. 1974 wurde sie als Denkmal mit dem Grade II* nach der offiziellen Denkmalliste ausgezeichnet. Railway Paths, ein Bereich der gemeinnützigen Organisation Sustrans, erwarb 2001 die Brücke mit dem Ziel sie zu erhalten, doch die Arbeiten scheiterten an fehlenden Mitteln. Der Viadukt wurde 2007 in das „Heritage at Risk Register“ und 2020 in die Liste des World Monuments Fund aufgenommen. Im Jahr 2016 wurde eine detaillierte Untersuchung durchgeführt und im Jahr 2019 war die Finanzierung der Restaurierung aufgrund zahlreicher Spenden sichergestellt. Am 13. Januar 2022 wurde die renovierte Brücke der Öffentlichkeit zugänglich gemacht und als Rad- und Fußgängerweg eröffnet.

## Beschreibung
Der Viadukt besteht aus sechzehn schmiedeeisernen Fahrbahnträgern in Gitterbauweise mit einer Länge von 23 m. Die Träger ruhen auf fünfzehn Pfeilern, die ebenfalls in schmiedeeiserner Gitterbauweise hergestellt worden sind. Die Pfeiler haben alle einen gleichen Abstand zueinander. Sie sind nicht am Boden befestigt sind, sondern werden von einem Sockeln aus Ziegeln und Quadersteinen getragen. Die eisernen Pfeilerelement sind alle 17 m hoch. Der Viadukt ist an der tiefsten Stelle 18 Meter hoch, er ist zwischen den Brüstungen 8 m breit und insgesamt 433 m lang. Die Widerlager an beiden Enden bestehen aus Ziegelsteinen, wobei sich am westlichen Ende noch eine eiserne Balkenbrücke auf Steinpfeilern über einer Eisenbahnlinie anschließt. Die Fahrbahn hat eine leichte Steigung. Das Ende in Awsworth ist 4,6 m höher als in Ilkeston.